# Jacob de Chantraines
Jacob de Chantraines dit de Broucqsaulx (Brugge, ca. 1510 - Sluis, 1589) was burgemeester van Brugge tijdens de periode van het calvinistisch bewind.

## Familie
Jacob de Chantraines, meestal Jacob Brussault genoemd, was de oudste van de tien kinderen van Pierre de Chantraines (Quincy bij Meaux, ca. 1470 - Brugge, 29 mei 1551) en Louise van Stakenburch († Brugge 1554).
De tweede zoon, Louis de Chantraines werd priester en kanunnik van de Sint-Servaaskerk in Maastricht.
Van de acht dochters werden er twee kloosterzuster in de Sint-Trudoabdij en een derde werd karmelietes. De vijf andere gingen voortreffelijke huwelijken aan met respectievelijk François Parmentier, Antoine Humbeloot, Joos de Damhouder, Bertram Haghe en Juan Perez de Malvenda.
Jacob de Chantraines trouwde rond 1550 met Adrienne van Sluis. Ze hadden vier zoons en vijf dochters.

## Levensloop
Jacob de Chantraines werd ingeschreven in de Gilde van de Makelaars in 1548. Het jaar daarop was hij een van de hoofdmannen van de gilde en in 1552-53, 1555-56 en 1557-58 was hij er de deken van.
Hij werd raadslid van de stad Brugge in 1551-1552. Na deze bescheiden intrede in het stadsbestuur, nam hij er gedurende lange tijd geen deel meer aan om dan in de periode van het calvinistisch bestuur (1578-1584) op het voorplan te treden. In 1578-1579 was hij eerste schepen, tijdens het burgemeesterschap van Nicolaas Despars en van 1579 tot 1582 was hij burgemeester van de schepenen. Willem van Oranje kwam persoonlijk op 2 september 1579 het nieuwe bestuur installeren. Chantraines leidde het stadsbestuur tijdens de hevigste periode van calvinistisch bestuur. Bij de kloostersluitingen hield hij een beschermende hand boven de gemeenschappen waar zijn zussen deel van uitmaakten.
In september 1582 werd hij opgevolgd door de calvinist Nicolaas Casembroot, die in maart 1584 de plaats moest ruimen voor het herstelde katholiek bestuur onder burgemeesterschap van Nicolaas Despars.
In maart 1584 werd Jacob de Chantraines uit Brugge verbannen, evenals verschillende van zijn kinderen. Hij trok zich terug in Sluis, waar hij overleed. In sommige geschriften staat vermeld dat hij in Middelburg stierf. Het was allicht in Staats-Vlaanderen.

## Maatschappelijke status

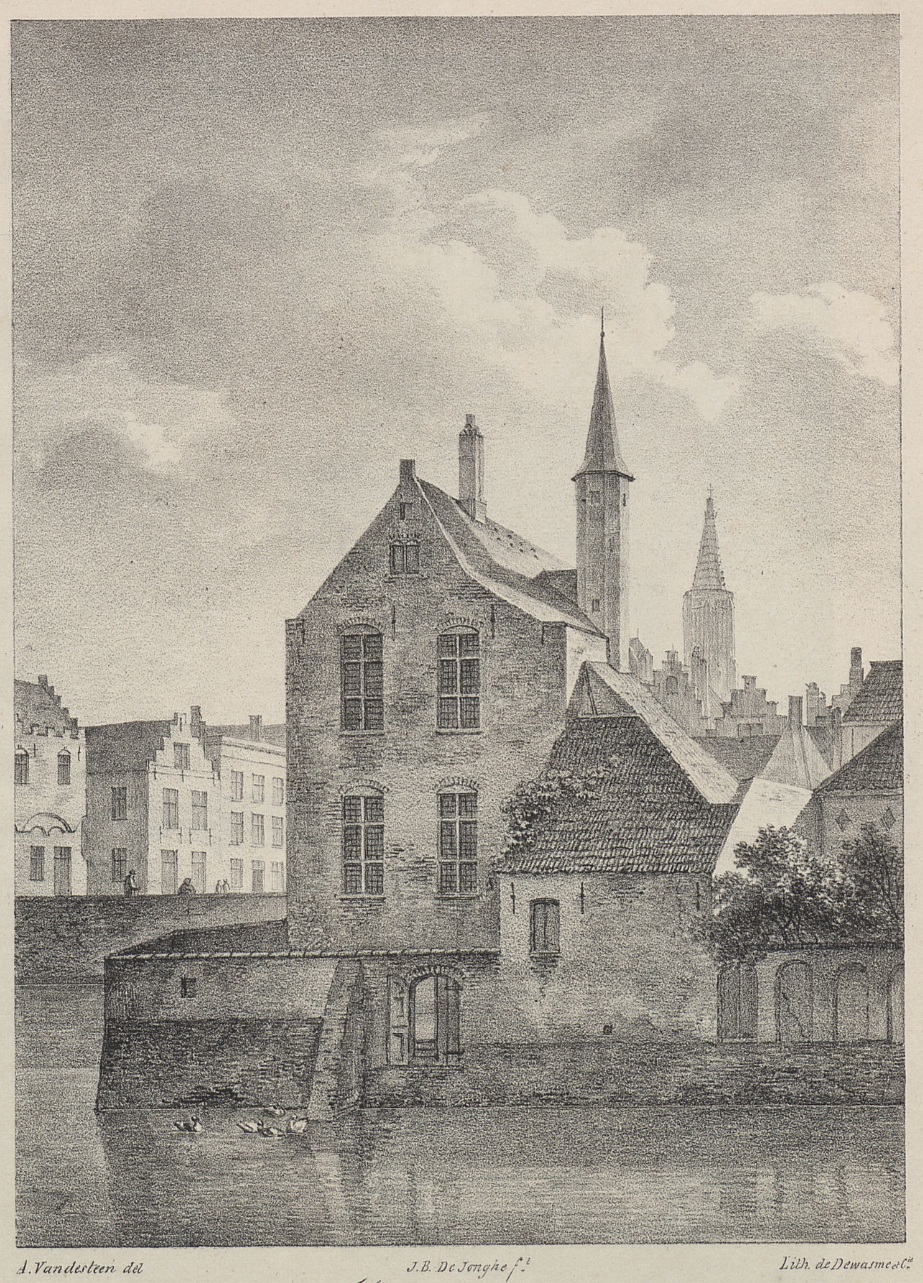
Het "kasteel-in-de-stad" van Jacob de Chantraines op de hoek van de Wollestraat en de Reie

Chantraines was een rijke burger met adellijke allures. Hij bewoonde zijn eigendom, een kasteel-in-de-stad op de hoek van de Wollestraat en de Reie. Het huis kreeg later onterecht de naam van zijn schoonbroer Perez de Malvenda. Hij had ook een eigendom in de Nieuwstraat (het 'huis met de diamanten'), waar een zoon van hem woonde. In Sint-Andries bezat hij het landgoed genaamd Coudekeuken.
Zijn schoonbroers Antoine Humbeloot en Joos de Damhouder bekleedden hoge ambten en bleven de Habsburgers en het katholieke geloof trouw. Een derde schoonbroer, Juan Perez de Malvenda was de hoofdman van de Spaanse natie in Brugge. Deze vrome man, proost van de Edele Confrérie van het Heilig Bloed, zorgde ervoor dat de relikwie van het Heilig Bloed voor het calvinistisch bestuur onvindbaar was. Hij verborg het een tijdlang in de eigendom die hij langs de Dyver bewoonde en die toebehoorde aan Joos De Damhouder, maar vond ook een schuilplaats in het 'Hof van Beveren' dat hij bewoonde in de Nieuwstraat en voornamelijk in het eigen woonhuis van de calvinist De Chantraines. Daar zou men het alvast niet gaan zoeken, zo oordeelde hij terecht.

## Kinderen
De meeste kinderen van Jacob de Chantraines werden zoals hij in 1584 verbannen of vluchtten naar Zeeland.
- Pieter de Chantraines was raadslid en tresorier van Brugge in de calvinistische periode. Hij werd niet verbannen en bleef in Brugge om er de familiegoederen te beheren en zijn rekeningen als stadsthesaurier te verantwoorden. Hij werd echter van nabij gevolgd en men stelde vast dat hij in regelmatig contact bleef met de familie in Zeeland. In 1586 werd hij er op betrapt een complot te smeden voor de terugkeer van de calvinisten. Op 15 juni 1586 werd hij op de Burg onthoofd. Hij was getrouwd met Johanna de Cabooter (†1583) en hun zoon Jacob werd grootbaljuw van het Vrije in Zeeland en kapitein in dienst van de Staten van Zeeland.
  - Jacob de Chantraines, zoon van Pieter, woonde nog (of opnieuw) in Brugge in 1615. Nadien werd hij kapitein in dienst van de Staten van Vlaanderen en grootbaljuw in Zeeland. Hij was achtereenvolgens getrouwd met Alice de Grise, Margaretha van Wachtendonck (dochter van de baljuw van Middelburg) en Sabine van Lier. Hij overleed in 1645.
- Maria de Chantraines (†Lillo 1631) was gehuwd met (1) Geleyn de Best, koopman te Londen, en (2) met Jasper van Kinschot, raad in de Souvereine Raad van Brabant en raad en thesaurier-generaal van Prins Maurits van Oranje
- Joost de Chantraines (†Vlissingen 1615) was kapitein van het garnizoen in Damme en schepen van het Brugse Vrije toen hij in 1584 verbannen werd. Hij werd toen kapitein in dienst van de Staten en schepen van het Vrije in Zeeland
- Jacob de Chantraines (†Sluis 1610) was raadslid geweest van Brugge en werd in 1584 verbannen. Hij werd kapitein in dienst van de Staten van Zeeland en trouwde met de Friese Johanna Fobsma.
- Jan de Chantraines (†Sluis 1604) was na 1584 in Brugge blijven wonen, maar nadat zijn oudste broer in 1586 was onthoofd, vluchtte hij naar Sluis waar hij kapitein werd in het Staatse leger.